# Hansgrohe
Hansgrohe SE је немачко предузеће које се бави израдом водоводних материјала. Основао га је Ханс Грое у Шилтаху. Налази се у власништву америчке корпорације Masco. Један је од највећих светских добављача глава за туш, ручних тушева и славина, поред конкурената као што су Grohe и Kohler.